# Albert Chapelle
Albert Chapelle, né le 2 février 1929 à Saint-Hubert (Belgique) et mort le 5 janvier 2003 à Villeneuve-Saint-Georges (France), était un prêtre jésuite belge, philosophe et théologien.

## Biographie

### Jeunesse et formation
Aîné d’une famille ardennaise comprenant 8 enfants Albert Chapelle accompagne ses parents  quand ils s’installent à Namur en 1932. Il y étudie au collège Notre-Dame de la Paix. Son père, pharmacien, meurt lors du bombardement de la ville de Namur en 1944.  À la fin de ses études secondaires, en 1946, Chapelle entre au noviciat des jésuites ; 10 ans plus tard, au terme d’une formation de type traditionnel il est ordonné prêtre (31 juillet 1956).

### Expérience mystique et recherches personnelles
À ses propres dires le tournant de sa vie fut l’expérience des Exercices spirituels (de Saint Ignace de Loyola) faits durant un mois, à Saint-Beuno (au Pays de Galles) en octobre 1957 : « Je n’entendis rien et ne vis rien. Il n’y eut ni lumière ni feu, mais je le sais, depuis lors, ce fut Toi ». La lecture de Gaston Fessard et sa Dialectique des Exercices spirituels le confirme dans son intuition: il y a une logique dans l’expérience spirituelle. Ses recherches se tournent dès lors dans cette direction. Chapelle s’aide de Heidegger pour articuler la première semaine des Exercices spirituels (l’homme seul, dans la logique du péché), Saint Thomas d’Aquin pour la deuxième semaine (la vie de Jésus-Christ), Friedrich Hegel pour la troisième (passion du Christ) et Maurice Blondel et Claude Bruaire pour la quatrième (résurrection du Christ). L’œuvre magistrale de Henri de Lubac, L’exégèse médiévale: les quatre sens de l’Écriture lui fait voir un rythme similaire de quatre moments dans l’Écriture sainte.

### Travaux sur Hegel
Chapelle passe une dizaine d’années à Fribourg-en-Brisgau continuant ses recherches en philosophie, exégèse et psychologie. Il est profondément marqué par l’interprétation athée de Hegel: cela lui révèle, par contraste, l’étendue du travail théologique à accomplir. Il en sort une publication, reconnue comme un des meilleurs travaux sur Friedrich Hegel : Hegel et la religion (4 volumes).

### Fondation de l’Institut d’Études Théologiques
Les profonds changements introduits par le concile Vatican II dans tous les domaines de la vie de l'Église, y compris son appel pour un retour aux sources de l’Écriture et de la Tradition dans l’étude et la recherche théologique, entraînent de profondes modifications dans l’enseignement de la théologie. Les académies traditionnelles n’y sont pas prêtes. Un aggiornamento radical est nécessaire. C’est ce que souhaitent les supérieurs jésuites d’Albert Chapelle lorsqu’ils l’invitent à fonder, avec une équipe de professeurs, un nouvel institut consacré à la théologie.
L'Institut d'études théologiques ouvre ses portes en 1968 à Eegenhoven-Louvain, et déménage ensuite à Bruxelles (1972). L’approche de la formation théologique y est résolument moderne et inspirée de Vatican II : centralité de l’Écriture Sainte, fondation théologale de la théologie (expérience de la foi), dimension sacerdotale du peuple de Dieu, insertion pastorale de la formation, ouverture aux laïcs et présence des femmes, dimension communautaire de la vie chrétienne, etc. Pour une plus grande liberté dans son programme de formation l’institut renonce même à donner des grades académiques. Il redeviendra ‘Faculté de théologie’ en 1997. Jusqu’en 1976 Albert Chapelle est président de cet institut dont il reste, par après, l’active inspiration.

### Autres activités
- En 1977, Chapelle fonde une ‘École de philosophie’ à Namur (pour la formation des jeunes jésuites). En philosophie comme en théologie, Chapelle insiste moins sur le contenu que sur l’expérience: recherche et affirmation de la vérité de l’Être. Il en reste professeur jusqu'à sa fermeture en 1997.
- Les Exercices spirituels de Saint-Ignace ont une grande place dans les activités de Chapelle : il les donne régulièrement à divers retraitants et il enseigne comment les donner en en favorisant une pratique littérale.
- Ami du philosophe Claude Bruaire et du Cardinal Jean-Marie Lustiger Chapelle est souvent consulté également par les autorités de l’Église.
- Le Cardinal autrichien Christophe Schönborn, l'un des maîtres d'œuvre du Catéchisme de l'Église catholique publié en 1992, a reconnu publiquement[2] la contribution importante de Chapelle à l'élaboration de la partie morale de cet ouvrage à la fin des années 1980.

### Décès
De retour d’un voyage à Rome en compagnie du Cardinal Lustiger, Albert Chapelle est terrassé par une crise cardiaque alors qu’il est encore dans l’aéroport de Paris. Transporté d’urgence à l’hôpital de Villeneuve-Saint-Georges, il y meurt le 5 janvier 2003, à l'âge de 73 ans.

## Œuvres
Une bibliographie exhaustive a été publiée en annexe de l'ouvrage Dieu à la source (voir bibliographie).
- L'Ontologie phénoménologique de Heidegger : un commentaire de 'Sein und Zeit', Namur, 1962.
- La régulation des naissances. Sexualité vécue et conscience chrétienne après l'encyclique 'Humanae vitae', Bruxelles, 1968.
- Hegel et la Religion (4 vol.), Paris, 1964-1971.
- Sexualité et sainteté, Bruxelles, 1977.
- Pour la vie du monde: le sacrement de l'Ordre, Bruxelles, 1978.
- Les fondements de l'éthique; le symbolisme de l'action, Bruxelles, 1988.
- Les Exercices spirituels d'Ignace de Loyola. Un commentaire littéral et théologique, Bruxelles, 1990.
- Bienheureux de Dieu; la sainteté des consacrés, Bruxelles, 1995.

Posthumes :
- Au creux du rocher. Itinéraire intellectuel et spirituel d'un jésuite, Bruxelles, 2004.
- Anthropologie, Bruxelles, 2007.
- Ontologie, Bruxelles, 2008.
- Épistémologie, Bruxelles, 2008.
- en coll. avec Jean-Marie Hennaux, Graziano Borgonovo, Pierre d'Ornellas (préfacier), La vie dans l'esprit. Essai de théologie morale générale, Parole et Silence, 2010, 501 p.  (ISBN 978-2-84573-710-5)
- Herméneutique, Bruxelles, 2010. *  (ISBN 978-2-87299-199-0)
- A l'école de la théologie, Bruxelles, 2013. *  (ISBN 978-2-87299-238-6)